# Robert Schaap
Robert Schaap (Eindhoven, 2 mei 1943) is grafisch ontwerper, expert op het gebied van Japanse prent- en schilderkunst en auteur. Zijn ontwerpstijl karakteriseert zich door eenvoud en ordening, aansluitend bij de school van de Zwitserse typografie. Centraal in zijn werk staat de relatie tussen kunst en design.

## Levensloop
Robert Schaap werd geboren in Eindhoven, waar hij later een opleiding volgde tot industrieel ontwerper bij de Academie voor Industriële Vormgeving (nu Design Academy). Met een beurs van de British Council (British Council Scholarship Award), vertrok hij vervolgens naar Londen en volbracht daar een masterstudie grafisch ontwerpen aan het Hornsey College of Art (nu Middlesex University).

### Grafisch werk
Na terugkeer in Nederland trad Schaap als ontwerper in dienst bij Leolux Meubelen in Blerick (Venlo). Twee jaar later, in 1970, stapte hij over naar Weverij de Ploeg. Hier was hij tot 1976 hoofd Algemene Vormzaken. Zijn aandachtsgebied omvatte alle vormgeving buiten de textielcollectie van Weverij de Ploeg, waaronder de inrichting van de gebouwen, het ontwerp van beursstands, publicaties, ander drukwerk en promotiematerialen zoals affiches. Deze laatsten waren veelal grafisch en abstract van aard. Bij Weverij de Ploeg werkte Schaap samen met fotograaf en cineast Paul de Nooijer.
Ondertussen startte hij samen met zijn toenmalige vrouw, textielontwerpster Jeanne Schaap-Van Laarhoven (1946-1977), een eigen bedrijf: Integral Design Unit. Over de decennia heen ontwierp Schaap vanuit Integral Design Unit huisstijlen, logo’s en tijdschriften voor diverse bedrijven, waaronder Anatec, Stelpas, De Kleine Aarde en Hotei.
Het grootste deel van zijn werk richtte zich echter op kunst en musea. Zo ontwierp Schaap onder meer tentoonstellingen, catalogi en/of affiches voor het Van Gogh museum en museum Nihon no hanga in Amsterdam, de Kunsthal in Rotterdam, het Museum Volkenkunde en het Japanmuseum SieboldHuis in Leiden, het Frans Hals Museum in Haarlem, het Princessehof museum in Leeuwarden, het Museum Helmond en het Westfries Museum in Hoorn. Ook was hij lange tijd vormgever van de huisstijl, kunstboeken en ander drukwerk van Uitgeverij Hotei te Leiden (nu onderdeel van uitgeverij Koninklijke Brill NV), één van de leidende uitgeverijen in publicaties over Japanse kunst.
Kenmerkend voor zijn stijl is Schaap's ononderbroken reeks van zelf vormgegeven vierkante nieuwjaarskaarten (ca. 1963-heden), in vroegere jaren zelf gedrukt, met elk jaar een nieuw abstract grafisch design. Een deel hiervan lag in de jaren negentig, samen met ander werk van Schaap, tentoongesteld in het Stedelijk Museum Amsterdam en Weverij de Ploeg.

### Japanse prent- en schilderkunst
In zijn jonge jaren verzamelde Schaap Afrikaanse kunst. Eind jaren zeventig verlegde zijn interesse zich naar de Japanse prent- en schilderkunst. Hij legde een omvangrijke bibliotheek en eigen verzameling aan en deed veel eigen onderzoek. Nadat Schaap in 1982 werd geïntroduceerd bij de Society for Japanese Art (SJA) trad hij toe tot het bestuur van deze vereniging, eerst als tweede- en later als eerste secretaris. De daaropvolgende twintig jaar was hij niet alleen bestuurslid maar ook lid van de editorial staff, auteur van inhoudelijke artikelen en reviews en de grafisch ontwerper van de huisstijl, nieuwsbrief, kunstboeken en het vierjaarlijkse tijdschrift Andon van deze vereniging. Schaap geldt wereldwijd als één van de experts op het gebied van Japanse prentkunst.

## Tentoonstellingen
Vanuit de Society for Japanese Art organiseerde Schaap meerdere tentoonstellingen over het werk van Japanse kunstenaars. In 1992 zette hij, samen met Japanse prentdeskundige Eric van den Ing, de tentoonstelling "Beauty and Violence: Japanese Prints by Yoshitoshi, 1839-1892" op in het Van Gogh museum in Amsterdam. Deze tentoonstelling reisde later door naar het Kunstmuseum Düsseldorf en het Philadelphia Museum of Art. In 1998 organiseerde Schaap een tweede tentoonstelling in het Van Gogh museum: "Heroes and Ghosts: Japanese Prints by Kuniyoshi, 1797-1861", die eveneens doorreisde naar het Philidelphia Museum of Art. Andere tentoonstellingen die Schaap (mede) organiseerde waren "Verzameld en gekoesterd: Japanse kunst uit Nederlands particulier bezit" in het Westfries Museum in Hoorn (2000) en "A Brush with Animals: Japanese Paintings 1700-1950" in de Kunsthal in Rotterdam (2007). Van al deze tentoonstellingen schreef Schaap (mede) de catalogi en gaf deze grafisch vorm.

## Publicaties
Schaap is (mede)auteur en vormgever van de volgende publicaties:
- Meiji. Japanese art in transition: ceramics, cloisonné, lacquer, prints (co-auteurs: Jan Dees en Frits Scholten), Haags Gemeentemuseum, 1987.
- Beauty and Violence. Japanese Prints by Yoshitoshi 1839-1892 (co-auteur: Eric van den Ing), Rijksmuseum Vincent van Gogh, Kunstmuseum Düsseldorf en Philadelphia Museum of Art, 1992.
- Heroes and Ghosts. Japanese prints by Kuniyoshi 1797-1861, Hotei Publishing, 1999.
- Verzameld & gekoesterd. Japanse kunst uit Nederlands particulier bezit, catalogus bij de gelijknamige tentoonstelling in het Westfries Museum, Hoorn, 2000.
- A brush with Animals. Japanese Paintings 1700-1950, Hotei Publishing, 2008.
- Crows, Cranes and Camellias. The Natural World of Ohara Koson 1877-1945 (co-auteurs: Amy Reigle Newland en Jan Perrée), Hotei Publishing, 2009.
- The Beauty of Silence. Japanese Nô and Nature Prints by Tsukioka Kôgyo (1869-1927) (co-auteur J. Thomas Rimer), Hotei Publishing, 2010.
- Yoshitoshi. Masterpieces from the Ed Freis Collection (inhoudelijke bijdrage) (auteurs: Chris Uhlenbeck en Amy Reigle Newland), Hotei Publishing, 2011.
- Kunisada. Imaging Drama and Beauty, Hotei Publishing, 2016.

- Biblioteca Nacional de España: XX982746
- CiNii: DA0543577X
- Gemeinsame Normdatei: 1037467922
- International Standard Name Identifier: 0000 0000 5955 1238
- Nationale Bibliotheek van Israël: 987007275481005171
- RKD-Nederlands Instituut voor Kunstgeschiedenis: 94389
- Système universitaire de documentation: 032655835
- Virtual International Authority File: 51767260